# Episodi di Young & Hungry - Cuori in cucina (quarta stagione)
La quarta stagione della serie televisiva Young & Hungry - Cuori in cucina è stata trasmessa in prima visione assoluta negli Stati Uniti dal 1º giugno al 3 agosto 2016, sul canale Freeform. 
In Italia è stata trasmessa su Rai 3 dall'11 giugno al 1º luglio 2018.
| nº | Titolo originale  | Titolo italiano              | Prima TV USA   | Prima TV Italia |
| -- | ----------------- | ---------------------------- | -------------- | --------------- |
| 1  | Young & Hawaii    | Giovane e alle Hawaii        | 1º giugno 2016 | 11 giugno 2018  |
| 2  | Young & Hurricane | Giovane e Uragano            | 8 giugno 2016  | 12 giugno 2018  |
| 3  | Young & Fried     | Giovane e Fritta             | 15 giugno 2016 | 15 giugno 2018  |
| 4  | Young & Piggy     | Giovane e Bacon all'Ingrosso | 22 giugno 2016 | 18 giugno 2018  |
| 5  | Young & Fostered  | Giovane e in Affido          | 29 giugno 2016 | 19 giugno 2018  |
| 6  | Young & Assistant | Giovane e Assistente         | 6 luglio 2016  | 14 giugno 2018  |
| 7  | Young & Bowling   | Giovane e Bowling            | 13 luglio 2016 | 13 giugno 2018  |
| 8  | Young & Sofia     | Giovane e Sofia              | 20 luglio 2016 | 24 giugno 2018  |
| 9  | Young & Matched   | Giovane e Accoppiata         | 27 luglio 2016 | 24 giugno 2018  |
| 10 | Young & Screwed   | Giovane e Incastrata         | 3 agosto 2016  | 1º luglio 2018  |